# Jérôme Dorville
Pour les articles homonymes, voir Dorville (homonymie).
Jérôme Nicolas Dorville, né le 28 octobre 1961 à Paris XIIe, est un journaliste français, spécialisé dans l'actualité politique. Entre 1984 et 2008, il a principalement travaillé au niveau des rédactions des stations de radio France Inter puis Europe 1. Depuis 2009, il exerce sur la chaine de télévision France 3.

## Biographie
(février 2019).
Enfant du dessinateur de presse Gérard Dorville et d'une journaliste, petit-fils du peintre Jean Dorville et arrière-petit-fils du caricaturiste Noël Dorville, il suit ses études aux lycées parisiens Jacques-Decour et Henri-IV. Passé par l'université Paris IV-Sorbonne, il étudie le journalisme au Centre de formation des journalistes.
Entré à sa sortie du CFJ, en 1984, au service politique de France Inter comme reporter, il est ensuite pigiste en 1985 puis rejoint le service politique de l'Agence centrale de presse en 1986. En 1988, il retrouve la rédaction de France Inter comme chef de rubrique et éditorialiste adjoint, avant de rejoindre en 1999 Europe 1 dont il devient chef du service politique, puis rédacteur en chef en 2004. Nommé directeur adjoint de la rédaction en 2005 aux côtés de Marc Tronchot puis Benoit Duquesne, ce dernier le remercie en juillet 2008 sur la demande du nouveau dirigeant de la station, Alexandre Bompard. 
Le 12 novembre 2008, il est nommé rédacteur en chef de la chaîne Public Sénat, en remplacement de Laurent Guez. Il en part un an plus tard pour France 3 où il occupe le poste de chef du service politique. Depuis septembre 2012, remplacé par le journaliste Michel Dumoret, il est rédacteur en chef adjoint de l'édition du WE.

## Source
- Who's Who in France 2008